# 下亜友美
下 亜友美（しも あゆみ、1990年1月19日 ‐ ）は、日本の脚本家、劇作家。福井県出身
元東映芸術職。現在はフリー。演劇・コント団体『コヒツジズ』主宰。

## 略歴
福井県出身。日本大学芸術学部演劇学科劇作コース卒業。
東映の芸術職脚本家として採用され、2018年、『科捜研の女 Season17』の第16話「パパのタコ/ 海から来た殺人者!? マリコVS謎の海洋生物 決死の解剖」にて脚本家デビュー。
演劇・コント団体『コヒツジズ』では全作品の作演を手掛ける。

## 人物
- 趣味は漫画、ゲーム、手芸。

## 作品

### テレビドラマ
＊ドラマ全体を通して「メイン脚本」の場合は、放送局名の末尾に丸◎印を付すものとする。
- 科捜研の女（テレビ朝日・東映）
  - Season17：第16話[注釈 1]（2018年）
  - Season19：第14話（2019年）
- 刑事ゼロ：第5話（2019年、テレビ朝日・東映）
- 特捜9（テレビ朝日・東映）
  - Season2：第8話（2019年）
  - Season5：第3話（2022年）
- スーパー戦隊シリーズ（テレビ朝日・東映・東映エージェンシー）
  - 騎士竜戦隊リュウソウジャー：第9、17、第25、30、36、42話（2019年 - 2020年 [注釈 2]）
  - 魔進戦隊キラメイジャー：第6、14、20、23、30、36、42話（2020年 - 2021年）
- べしゃり暮らし（2019年、テレビ朝日・東映 [注釈 3]）
- 大江戸スチームパンク：第5、6、9話（2020年、テレビ大阪・TSUTAYAプレミアム）
- 女子グルメバーガー部：第3、5、6話（2020年、テレビ東京）
- 社内マリッジハニー：第2、5、6話（2020年、MBS）
- トーキョー製麺所：第2話（2021年、MBS・TBS）
- こどものグルメ（2021年、テレビ東京）
- liar：第5話（2021年、MBS・TBS）
- 俺の美女化が止まらない!?：第3・4話（2023年、テレビ東京）
- 墜落JKと廃人教師（2023年、MBS ◎[注釈 4]）
  - 墜落JKと廃人教師 Lesson2（2024年、MBS）
- 僕らの食卓（2023年、BS-TBS ◎）
- 帰ってきたらいっぱいして。（2023年、読売テレビ ◎）
- これから配信はじめます（2024年、テレビ東京 ◎）
- タカラのびいどろ（2024年、BS朝日 ◎）
- 彩香ちゃんは弘子先輩に恋してる（2024年、MBS ◎）
- シュガードッグライフ（2024年、朝日放送テレビ）
- きみの継ぐ香りは（2024年、TOKYO MX）
- キスでふさいで、バレないで。（2025年、読売テレビ ◎[1]）
- 年下童貞くんに翻弄されてます（2025年、MBS ◎）

### 配信ドラマ
- ヒーローママ☆リーグ（2018年、東映特撮ファンクラブ）
- つばめ刑事　第3、4、10話（2019年、ひかりTV）
- 言霊荘 ある視点〜7号室コトハ編〜忘れないで 第10.5話（2021年、ABEMA）
- liar～すれ違う恋〜　第1、2話（2021年、dTV）
- 騎士竜戦隊リュウソウジャー THE LEGACY OF The Master's soul　[注釈 5]（2021年、東映特撮ファンクラブ）
- 暴太郎戦隊ドンブラザーズVS暴太郎戦隊ドンブリーズ（2023年、東映特撮ファンクラブ）
- 忍者戦隊カクレンジャー　第三部・中年奮闘編（2024年）[2]

### 映画
- 魔進戦隊キラメイジャー エピソードZERO[注釈 6]（2020年、東映）
- 真・鮫島事件[注釈 7]（2020年、イオンエンターテイメント）

### テレビアニメ
- ルパン三世 PART6　第20話（2022年、日本テレビ）

### オリジナルビデオ
- 魔進戦隊キラメイジャーVSリュウソウジャー（2021年、東映ビデオ）
- てれびくん超バトルDVD 仮面ライダーリバイス コアラVSカンガルー!!結婚式のチューしんで愛をさけぶ!?（2021年、小学館）
- てれびくん超バトルDVD 仮面ライダーギーツ どやさ!? 男だらけのデザイアグランプリ 王蛇はオレだー!!（2023年、小学館）

### 舞台

#### 演劇・コント団体コヒツジズ
- さまよえるコヒツジズ（2015年、宇宙館）
- コヒツジズの日本昔話のような話（2015年、プロト・シアター）
- 人の話を聞け〜真昼間バージョン・宵の口バージョン〜（2016年、きいろろ聡明堂）
- くたばる前に、夏（2016年、きいろろ聡明堂）
- ＃神様どこにいますか（2017年、駒込妙義神社(社殿)）
- コヒツジズの星間旅行（2017年、アートスペースサンライズホール／AT HALL）
- シープハウスの宿泊客はあしたも生きてるとは限らない（2018年、下北沢亭）
- その町（2019年、下北沢OFF・OFFシアター）
- 人の話を聞け（2022年、下北沢OFF・OFFシアター）
- 新生・日本昔話のような話（2023年、下北沢OFF・OFFシアター）
- 弱者の行進（2024年、下北沢OFF・OFFシアター）

#### 外部作品
- 息子の証明（2021年、博品館劇場）

#### ヒーローショー
- 騎士竜戦隊リュウソウジャーショー  第5弾「Gロッソ、最後の戦い！これが俺たちの騎士道だ!!」（2020年、シアターGロッソ）[注釈 8]